# Ventrifossa macrodon
Ventrifossa macrodon és una espècie de peix de la família dels macrúrids i de l'ordre dels gadiformes.

## Morfologia
- Els mascles poden assolir 40 cm de llargària total.[4][5]

## Hàbitat
És un peix d'aigües profundes que viu entre 345-770 m de fondària.

## Distribució geogràfica
Es troba al sud-est del Pacífic.